# Крепидот изменчивый
Крепидо́т (крепидо́тус) изме́нчивый (лат. Crepidotus variabilis) — вид грибов рода крепидот (Crepidotus).

## Описание
Плодовые тела шляпочные, без ножки прикрепляются к субстрату боком или верхней частью, вырастают большими группами.
Шляпка диаметром 0,5—3 см, от выпукло-распростёртая или распростёртая, почковидная, полуокруглая, раковиновидная, лопастная. Край подвёрнутый, волнистый или лопастный, полосатый. Поверхность войлочно-опушённая, на краю иногда гладкая, белого или светло-жёлтого цвета.
Пластинки приросшие, относительно частые, широкие, вначале белые или светло-охряные с розоватым оттенком, при созревании оттенок становится лиловым. Края пластинок белые, бахромчатые.
Мякоть белая, тонкая, без запаха, со сладковатым вкусом.
Остатки покрывал отсутствуют.
Споровый порошок розовато-бурый или бурый. Споры неамилоидные, желтоватые, цилиндрические, размерами 5,5—7,5×2,5—4 мкм, тонкостенные, отчётливо бородавчатые.
Хейлоцистиды булавовидные или грушевидные, вздутые или разветвлённые на вершинах, размерами 20—30 (60)×5—15 мкм.
Гифальная система мономитическая, гифы с пряжками, диаметром 2,5—5 мкм. Тип пилеипеллиса — триходермис, сформированный относительно рыхло, гифы прямые или извилистые, могут иметь нитевидные или петлеобразные окончания.
Трама пластинок субрегулярная.
Базидии четырёхспоровые, булавовидно-цилиндрические, имеют центральную перетяжку, размерами 17—28×4,5—7 мкм, с пряжкой в основании.

## Экология
Сапротроф на остатках древесины лиственных, реже хвойных пород, на мелких растительных остатках, вызывает белую гниль. Встречается в Европе, Северной Америке, Южной Америке, растёт на древесине бука (Fagus), нотофагуса (Nothofagus), сосны (Pinus), пихты (Abies) и других родов.